# هاريسون اولبرايت
هاريسون اولبرايت (بالإنجليزية: Harrison Albright)‏ هو مهندس معماري أمريكي، ولد في 17 مايو 1866، وتوفي في 1933.